# 알리 자심
알리 자심 엘라이비 알타미미(아랍어: علي جاسم لعيبي التميمي, Ali Jasim Elaibi Al-Tameemi, 2004년 1월 20일 ~ )는 이라크의 축구 선수로, 현재 이탈리아 세리에 A의 코모에서 공격수으로 활약하고 있다.